# 1039 (numero)
Milletrentanove (1039) è il numero naturale dopo il 1038 e prima del 1040.

## Proprietà matematiche
- È un numero dispari.
- È un numero primo.
  - È un numero primo di Chen.
- È un numero difettivo.
- È un numero felice.
- È un numero fortunato.
- È un numero palindromo e un numero ondulante nel sistema posizionale a base 12 (727) e in quello a base 15 (494).
- È un numero congruente.
- È un numero nontotiente in quanto dispari e diverso da 1.
- È un numero intero privo di quadrati.
- È un numero odioso.
- È parte della terna pitagorica  (1039, 539760, 539761).

## Astronomia
- 1039 Sonneberga è un asteroide della fascia principale del sistema solare.

## Astronautica
- Cosmos 1039 è un satellite artificiale russo.